# Em Dia com a Rebeldia
Em Dia com a Rebeldia é o segundo e último álbum solo do cantor brasileiro Ciro Pessoa, lançado em 2010 pela gravadora independente Rosa Celeste, fundada pelo ex-Titã Arnaldo Antunes. Coproduzido por Roy Cicala, que já trabalhou com bandas e artistas como John Lennon, Aerosmith, Bruce Springsteen e The Jimi Hendrix Experience, é mais experimental e psicodélico que o álbum anterior de Pessoa, sofrendo influências de Pink Floyd, Os Mutantes e Secos & Molhados, e contendo imagens que evocam as pinturas de Salvador Dalí e René Magritte. Um videoclipe, dirigido por Pessoa e Carlito Moreira, foi feito para a faixa "Despejar".
O álbum está disponível para download gratuito no SoundCloud oficial de Ciro Pessoa.

## Faixas
Todas as letras escritas por Ciro Pessoa, exceto onde indicado. 
| N.º | Título                                                 | Duração |  |
| 1.  | "Em Dia com a Rebeldia"                                | 4:29    |  |
| 2.  | "Despejar" (Apollo 9, Ciro Pessoa)                     | 5:21    |  |
| 3.  | "Anis"                                                 | 5:28    |  |
| 4.  | "Praia de Marfim"                                      | 3:52    |  |
| 5.  | "Girando na Órbita Zen"                                | 5:49    |  |
| 6.  | "Minha Mulher-Ampulheta" (Apollo 9, Ciro Pessoa)       | 3:12    |  |
| 7.  | "Astrolábio"                                           | 4:00    |  |
| 8.  | "Gruta Solar"                                          | 3:51    |  |
| 9.  | "As Formigas Estão Vendo Tudo" (Apollo 9, Ciro Pessoa) | 3:08    |  |
| 10. | "Preciso Algo Preciso" (Apollo 9, Ciro Pessoa)         | 3:04    |  |
| 11. | "Vertigem e Colapso" (Apollo 9, Ciro Pessoa)           | 4:28    |  |
| 12. | "Planos"                                               | 3:07    |  |

## Créditos
- Ciro Pessoa — vocais, guitarra acústica
- Marco Lafico — baixo, guitarra elétrica
- Zé Mazzei — baixo
- Flávio Cavichioli — bateria
- Apollo 9 — guitarra, teclados, backing vocal, produção
- Luciana Andrade — backing vocal
- Priscicodélica — backing vocal
- Roy Cicala — backing vocal, mixagem, produção
- Carlos Freitas — masterização
- Cláudio Elizabetsky — fotografia
- Carolina Vicentim — arte de capa